# Johnny Swinger
Joseph Dorgan (né le 3 juillet 1975 à Niagara Falls) est un catcheur américain. Il travaille actuellement à Impact Wrestling sous le nom de Johnny Swinger.

## Biographie

### Jeunesse
Joseph Dorgan est le neveu du catcheur Tony Parisi (en) qui a été champion du monde par équipes de la World Wide Wrestling Federation avec Louis Cerdan. Il se passionne pour le catch en allant voir son oncle.

### Débuts (1993-1996)
Dès ses 18 ans, Joseph Dorgan part à Toronto pour s'entraîner à l'école de catch de Ron Hutchison. Il a notamment comme partenaire d'entraînement Adam Copeland et Joe Hitchen. Il commence sa carrière au Canada à la Border City Wrestling (BCW), une petite fédération de l'Ontario. Durant cette période, il fait quelques apparitions télévisés à la World Wrestling Federation et à la World Championship Wrestling grâce à Scott D'Amore, le promoteur de la BCW, qui le recommande à ces deux fédérations.

### World Wrestling Entertainment (2005-2006)
Dorgan signe un contrat de développement avec la WWE en 2005. 

### Retour à Impact Wrestling (2019-...)
Le 1er septembre 2019, il signe un contrat avec Impact Wrestling.

## Palmarès
- American Premier Wrestling
  - 1 fois APW Tag Team Champion avec Antonio

- Border City Wrestling
  - 2 fois BCW Can-Am Heavyweight Champion
  - 2 fois BCW Can-Am Tag Team Champion avec Scotty Summers et Otis Apollo

- Cleveland All-Pro Wrestling
  - 1 fois CAPW North American Heavyweight Champion

- Elite Wrestling Federation
  - 1 fois EWF Tag Team Champion avec Scott D'Amore

- Georgia Championship Wrestling/Great Championship Wrestling
  - 6 fois GCW Heavyweight Champion
  - 2 fois GCW Tag Team Champion avec Glenn Gilberti (1) et Bull Buchanan (1)

- Lariato Pro Wrestling
  - 1 fois W4CC Champion (actuel)

- Maximum Pro Wrestling
  - 1 fois MXPW Tag Team Champion avec Simon Diamond

- Mid Atlantic Championship Wrestling
- 1 fois MACW Heavyweight Champion (actuel)

- Motor City Wrestling
  - 2 fois MCW Tag Team Champion avec Johnny Paradise

- NWA Main Event
  - 1 fois NWA Mid-America Heavyweight Champion

- Peachstate Wrestling Alliance
  - 2 fois PWA Heritage Championship (2 times)
  - 1 fois PWA Southern Cruiserweight Champion
  - 1 fois PWA Tag Team Champion avec Rick Michaels

- Total Nonstop Action Wrestling
  - 1 fois NWA World Tag Team Championship avec Glenn Gilberti et Simon Diamond[5]

- Universal Championship Wrestling
  - 1 fois UCW World Champion

- Universal Independent Wrestling
  - 1 fois UIW Heavyweight Champion (actuel)

## Récompenses des magazines
- Pro Wrestling Illustrated

| Année | 1996 | 1997 | 1998 | 1999 | 2000 | 2001 | 2002 | 2003 | 2004 | 2005 | 2006 | 2007-2019 | 2020 | 2021 |
| Rang  | 384  | 310  | 338  | -    | 319  | -    | 339  | 240  | 123  | 165  | 285  | -         | 435  | 447  |